# 国盗り頭脳バトル 信長の野望
『国盗り頭脳バトル 信長の野望』（くにとりずのうばとる のぶながのやぼう）は、2008年6月26日にコーエー（現・コーエーテクモゲームス）から発売されたニンテンドーDS用ゲームソフト。同社の30周年記念作品の1つでもある。「信長の野望シリーズ」のタイトルを冠しているが、従来のシリーズよりもボードゲームの要素が強くなっている。『信長の野望Online』『大航海時代Online』と同じソフトウェア3部が開発を担当した。プロデューサーは『大航海時代Online』の開発ディレクターの竹田智一。

## 概要
プレイヤーは軍団を示すコマを動かし、敵勢力を撃破しつつ、城数や石高など与えられたクリア条件の達成を目指す。
1ステージのプレイ時間は従来のシリーズよりも短い5分から30分程度を想定して作られている。また操作やルールも大幅にシンプルになっており、選択できる大名家は戦乱モードでも織田家、武田家、上杉家、毛利家、北条家、伊達家、長宗我部家、島津家の8家と従来のシリーズに比べ少なくなっている。
武将グラフィックは『信長の野望・革新』などから流用されている。また『信長の野望DS2』とワイヤレス通信を行うことでそれぞれ宮本武蔵、佐々木小次郎、柳生十兵衛の3人のスペシャル武将を獲得できる。

## ゲームの流れ
プレイヤーはまず軍団編成フェイズにてシナリオや対戦設定により決まる知行の範囲内で手持ちの武将の中から軍団を編成する。武将により戦力や兵科、後述の特技や切札が異なる。兵科は足軽、騎馬、鉄砲の3種類で、足軽は鉄砲には強いが騎馬には弱いといったように、じゃんけんと同じく三すくみの関係にある。特技や切札を持っている武将は概して知行が高くなる傾向にある。
軍団編成が終了すると、命令フェイスにてタッチペンを用いて編成した軍団を表すコマを動かす場所を決定する。またこの時切札を持っている武将がいる場合は切札を使うことができる。切札は1枚につき1回ずつしか使えない。コマが実際に動いたり切札の効果が発動されたりするのは進軍フェイズで、コマが動いた先のマスは自勢力の領地となる。領地となったマスの石高により金収入が増えるほか、特定の効果を及ぼすマスもある。
敵のコマとぶつかると戦闘が発生する。本作では戦闘に影響を及ぼすのは兵科と戦力値のみである。戦闘経験を積むとコマのクラスが上がり、戦力値が上がる。また武将が特技を持っている場合、一定の確率で効果を発揮し戦闘が有利に進むことがある。
また1年に2回評定が開かれる。評定では戦力増強、城増強、同盟の3種類を行うことができる。
ステージクリアにより新しい武将を獲得できることもあり、獲得した武将は次回のプレイで使用できる。

### マスの種類
城
入城や出陣が可能で、留まると戦力が1回復する。また戦闘時には石高が戦力に加わる。
馬産地・街・鍛冶
それぞれ騎馬・足軽・鉄砲の特技発動確率および評定の「戦力増強」での戦力強化回数が上昇する。
港
留まると戦力が1回復する。
寺社
留まっている間、切札や台風の影響を受けない。
金山・南蛮
石高が高く、金収入が他のマスと比べて多い。

## シナリオモード
織田信長・武田信玄・上杉謙信・伊達政宗の4人の史実に沿ってプレイしていく1人用モードである。最初は織田信長編のみプレイ可能で、クリアすることによりプレイ可能なシナリオが順番に増えていく。

## 戦乱モード
前述の8大名から選んでプレイする。マップは大規模（全国）と各地方から、大名配置は史実通りとランダムから、勝利条件や制限ターン数などは3段階から選べる。ワイヤレスプレイ、ダウンロードプレイ、ニンテンドーWi-Fiコネクションにより最大4人までの対戦プレイが可能になっている。

## 体験版
2008年6月18日より公式サイトで体験版も配布開始された。対応機種はWindows XP/Vistaで、画面上にニンテンドーDSを模した形になっている。1人用モードとネット対戦モードがプレイできる。
同日7月31日までの期間限定で、「一（はじめ）茶花」（日本コカ・コーラ）とタイアップした『茶花大名の巻』も配布されていた。

## サムライウエポン
本作に関連してブログパーツ「サムライウエポン」が配布されている。ブログなどに貼り付けると大葉健二演じる「サムライ」が表示され、マウスでサムライの付近でクリックするなどさまざまな動作を行うと、サムライが派手なアクション（配布サイトでは「ブログデストロイ」と表現）を行う。また期間限定で「最終章」なども配布されていた。